# Akshay Venkatesh
Akshay Venkatesh (* 21. listopadu 1981, Nové Dillí) je indicko-australský matematik věnující se zejména teorii čísel a jejímu propojení s ostatními oblastmi matematiky. Roku 2018 získal Fieldsovu medaili.
Narodil se v Indii, v jeho dvou letech jeho rodiče emigrovali do Austrálie, dětství prožil v Perthu. Nyní žije ve Spojených státech amerických. V dětství byl zázračným dítětem, již ve třinácti vstoupil na vysokou školu – na Západoaustralskou univerzitu –, kde v šestnácti (1997) získal bakalářský titul. Ve dvaceti, roku 2002, získal doktorát na Princestonské univerzitě. Poté působil na MIT (2002–2004), na Newyorské univerzitě (2004–2008) a od roku 2008 působí na Stanfordově univerzitě a v Institute for Advanced Study v Princetonu.